# Victor Creten
Victor Creten (Schaarbeek, 8 december 1878 – Brussel, 5 maart 1966) was een Belgisch kunstschilder en architect.

## Levensloop
In 1893 begon hij de studies architectuur aan de Koninklijke Academie voor Schone Kunsten van Brussel. 
Op 24 december 1904 huwde hij met Jeanne Denis. Het huwelijk hield elf jaar stand, waarna hij voor de tweede maal huwde, met Marguerite Crespin (dochter van Adolphe Crespin), waarmee hij één dochter had.
Van 1909 tot 1920 was hij lid van de "Société Centrale d'Architecture de Belgique".
In 1921 werd hij docent in decoratieve compositie aan het Institut Bisschoffsheim in Brussel.
Als kunstschilder maakte hij vooral landschappen, marines en stillevens. Hij ontwierp ook affiches (onder andere voor de wereldtentoonstelling van 1910). Hij legde zich eveneens toe op de studie van planten en tuinen.

## Realisaties

### Eigen eigen ontwerp
- Aarschot (Grote Markt): oorlogsmonument
- Brussel (Nieuwstraat): Grand Bazar en Bon Marché
- Halen (Markt): oorlogsmonument
- Hoogstraten: een groot aantal woningen
- Leuven (Bondgenotenlaan 69-71): handelspand
- Oostende (Sint-Petrus- en Paulusplein): sokkel oorlogsmonument
- Pervijze (gemeente Diksmuide): Sint-Niklaas- en Sint-Katharinakerk
- Pervijze (gemeente Diksmuide) (Schoorbakkestraat 15): pastorij
- Pervijze (gemeente Diksmuide): heropbouw van het dorp na de Eerste Wereldoorlog

### Ontwerp samen metHenri Vaes
- Brussel: gebouw voor civiele techniek voor de Wereldtentoonstelling van 1910
- Etterbeek (Batavierenstraat 1909): Renaultgarage (eerste Renaultgarage in Brussel)
- Leuven (Bondgenotenlaan): standbeeld van Justus Lipsius

Samen bouwden ze in Brussel ook meerdere woningen.